# Каримов, Марат Хамзаевич
Марат Хамзаевич Каримов (род. 7 июля 1981) — узбекистанский и российский футболист, вратарь.

## Биография
Марат Каримов родился 7 июля 1981 года.
Имеет высшее образование.
Играл в футбол на позиции вратаря. Первые три сезона в карьере провёл в чемпионате Узбекистана в составе «Зарафшана» из Навои. В основном составе не закрепился: в 2000 году сыграл 1 матч, в 2001 году — 3 матча, в 2002 году — 4 матча.
В 2014 году выступал за обнинский «Квант» в третьем дивизионе, был резервным вратарём, провёл 2 матча, пропустил 2 мяча.
В 2017 году стал чемпионом Калужской области в составе «Малоярославца-2012».
Работает тренером по футболу в центре дополнительного образования имени маршала Г. К. Жукова в городе Белоусово Жуковского района Калужской области.